# Seetaah-kaiyaah
Seetaah-kaiyaah (Seetaahbii'-kaiyaah, Seta-kaiya), banda Eel Wailaki Indijanaca, porodica Athapaskan, sa zapadne strane Eel Rivera u Kaliforniji, u kraju između Natoikota sjeverno do Pine Creeka. 
Imali su 8 sela: Ch'ibeetcekii' , Ch'idee'kinee'din, Ch'inaa'ghaan'tc'eedai' , Ilhgaichowkii' , Laashee'lhgottcedin, Sait'ootcedaadin, Seedik'aandin i Seenaaghaatcedin. 